# Łysek-Sosnówka
Łysek-Sosnówka – dawniej wieś w Polsce, w województwie wielkopolskim, w powiecie konińskim, w gminie Wierzbinek.
W latach 1975–1998 miejscowość należała administracyjnie do województwa konińskiego.
Miejscowość zniesiono z dniem 1 stycznia 2016.